# André W. Heinemann
André Wilfried Heinemann (* 16. März 1971 in Herne) ist ein deutscher Wirtschaftswissenschaftler und Politiker (Bündnis 90/Die Grünen).

## Leben und Beruf
Nach der Fachoberschulreife 1987 am Marie-Curie-Gymnasium in Recklinghausen absolvierte Heinemann zunächst bis 1990 eine Berufsausbildung zum Zerspanungsmechaniker Fachrichtung Drehtechnik (früher: Dreher). Gleichzeitig besuchte er zwischen 1988 und 1990 die Fachoberschule für Technik (Abendform) in Castrop-Rauxel und Datteln und erhielt 1990 die Fachhochschulreife.
Im Oktober 1990 trat Heinemann eine Ausbildung zum Offizier der Bundeswehr an, die er aber 1993 abbrach. Anschließend studierte er Volkswirtschaftslehre an der Universität-Gesamthochschule Essen mit den Schwerpunkten Finanzwissenschaft und Internationale Wirtschaftsbeziehungen. 1999 beendete er sein Studium als Diplom-Volkswirt und war danach zwischen 2000 und 2003 wissenschaftlicher Mitarbeiter von Rudolf Hickel an der Universität Bremen. In dieser Zeit war Heinemann zwischen 2000 und 2001 als externer Berater für die Fraktion von Bündnis 90/Die Grünen in der Bremischen Bürgerschaft tätig. Seine Promotion zum Dr. rer. pol. erfolgte 2003. Danach arbeitete er an der Forschungsstelle Finanzpolitik in Bremen. Heinemann war seit 2007 Juniorprofessor für bundesstaatliche und regionale Finanzbeziehungen am Fachbereich Wirtschaftswissenschaft der Universität Bremen. Dort ist er nach erfolgter Habilitation im Jahr 2012 seit März 2013 Professor für "Bundesstaatliche und regionale Finanzbeziehungen" am Fachbereich Wirtschaftswissenschaft der Universität Bremen und nach der Integration der Forschungsstelle Finanzpolitik in das Institut Arbeit und Wirtschaft (iaw) der Universität Bremen dort seit 2015 Leiter der Abteilung III: Regionalentwicklung und Finanzpolitik.
André W. Heinemann ist seit März 2018 "Visiting Professor" an der Nationalen Wadym-Hetman-Wirtschaftsuniversität Kiew (englisch Kyiv National Economic University named after Vadym Hetman (KNEU)) in Kiew (Ukraine) im Rahmen einer Forschungs- und Lehrkooperation. 
André W. Heinemann ist verheiratet und hat eine Tochter.

## Partei
Heinemann ist seit 2001 Mitglied bei Bündnis 90/Die Grünen. Von 2002 bis 2007 gehörte er dem Kreisvorstand des Kreisverbandes Bremen-Nordost (früher Schwachhausen, Horn-Lehe, Borgfeld) an. Von November 2007 bis November 2009 war er Landesvorstandssprecher (Landesvorsitzender) der Bremer Grünen.

## Veröffentlichungen
- Die staatliche Aufgaben- und Einnahmenverteilung in der Bundesrepublik Deutschland. Geltendes System und grundlegende Reformmöglichkeiten zur Neuordnung. Dissertation. Lang, Frankfurt [u. a.] 2003, ISBN 3-631-52161-8.